# Championnats du monde de cyclisme sur piste 1989
Navigation
Gand 1988 Maebashi 1990
Les Championnats du monde de cyclisme sur piste 1989 ont eu lieu au vélodrome Georges-Préveral dans le Parc de la Tête-d'Or à Lyon (France) en 1989. Quinze épreuves ont été disputées : 12 par les hommes (5 pour les professionnels et 7 pour les amateurs) et 3 par les femmes.
Ces championnats du monde sont dominés par les pistards italiens, vainqueur de trois titres et de huit médailles.

## Résultats

### Hommes

#### Podiums professionnels
| Compétition            | Or                         | Argent                  | Bronze                        |
| ---------------------- | -------------------------- | ----------------------- | ----------------------------- |
| Keirin                 | Claudio Golinelli Italie   | Patrick Da Rocha France | Masatoshi Sako Japon          |
| Vitesse individuelle   | Claudio Golinelli Italie   | Yuichiro Kamiyama Japon | Hideyuki Matsui Japon         |
| Poursuite individuelle | Colin Sturgess Royaume-Uni | Dean Woods Australie    | Régis Clère France            |
| Course aux points      | Urs Freuler Suisse         | Gary Sutton Australie   | Martin Penc Tchécoslovaquie   |
| Demi-fond              | Giovanni Renosto Italie    | Walter Brugna Italie    | Torsten Rellensmann Allemagne |

#### Podiums amateurs
| Compétition            | Or                                                                         | Argent                                                                           | Bronze                                                         |
| ---------------------- | -------------------------------------------------------------------------- | -------------------------------------------------------------------------------- | -------------------------------------------------------------- |
| Kilomètre              | Jens Glücklich Allemagne de l'Est                                          | Martin Vinnicombe Australie                                                      | Alexandre Kiritchenko Union soviétique                         |
| Vitesse individuelle   | Bill Huck Allemagne de l'Est                                               | Michael Hübner Allemagne de l'Est                                                | Nikolaï Kovch Union soviétique                                 |
| Poursuite individuelle | Viatcheslav Ekimov Union soviétique                                        | Jens Lehmann Allemagne de l'Est                                                  | Steffen Blochwitz Allemagne de l'Est                           |
| Poursuite par équipes  | Allemagne de l'Est Steffen Blochwitz Carsten Wolf Thomas Liese Guido Fulst | Union soviétique Viatcheslav Ekimov Evgueni Berzin Dmitri Nelyubin Michail Orlov | Italie Marco Villa Giovanni Lombardi Ivan Cerioli David Solari |
| Course aux points      | Marat Satybaldeiev Union soviétique                                        | Fabio Baldato Italie                                                             | Leo Peelen Pays-Bas                                            |
| Demi-fond              | Roland Königshofer Autriche                                                | Tonino Vittigli Italie                                                           | Thomas Königshofer Autriche                                    |
| Tandem                 | France Fabrice Colas Frédéric Magné                                        | Tchécoslovaquie Jiri Iliek Lubomir Hargas                                        | Italie Andrea Faccini Federico Paris                           |

### Femmes
| Compétition            | Or                             | Argent                             | Bronze                    |
| ---------------------- | ------------------------------ | ---------------------------------- | ------------------------- |
| Vitesse individuelle   | Erika Salumäe Union soviétique | Galina Yenyuchina Union soviétique | Isabelle Gautheron France |
| Poursuite individuelle | Jeannie Longo France           | Petra Rossner Allemagne de l'Est   | Barbara Ganz Suisse       |
| Course aux points      | Jeannie Longo France           | Barbara Ganz Suisse                | Janie Eickhoff États-Unis |

## Tableau des médailles
| Rang  | Nation               | Or | Argent | Bronze | Total |
| ----- | -------------------- | -- | ------ | ------ | ----- |
| 1     | Italie               | 3  | 3      | 2      | 8     |
| 2     | Allemagne de l'Est   | 3  | 3      | 1      | 7     |
| 3     | Union soviétique     | 3  | 2      | 2      | 7     |
| 4     | France               | 3  | 1      | 2      | 6     |
| 5     | Suisse               | 1  | 1      | 1      | 3     |
| 6     | Autriche             | 1  | 0      | 1      | 2     |
| 7     | Grande-Bretagne      | 1  | 0      | 0      | 1     |
| 8     | Australie            | 0  | 3      | 0      | 3     |
| 9     | Japon                | 0  | 1      | 2      | 3     |
| 10    | Tchécoslovaquie      | 0  | 1      | 1      | 2     |
| 11    | Allemagne de l'Ouest | 0  | 0      | 1      | 1     |
| 11    | États-Unis           | 0  | 0      | 1      | 1     |
| 11    | Pays-Bas             | 0  | 0      | 1      | 1     |
| TOTAL | TOTAL                | 15 | 15     | 15     | 45    |